# Jevhen Opanasenko
Jevhen Volodymyrovyč Opanasenko (in ucraino Євген Володимирович Опанасенко?; Zaporižžja, 25 agosto 1990) è un calciatore ucraino, difensore dello SK Poltava.